# Piñera (Navia)
Piñera es una parroquia del concejo asturiano de Navia. Su templo parroquial está dedicado a San Salvador. Alberga una población de 337 habitantes (INE, 2021) y ocupa una extensión de 12.8 km². Se encuentra a una distancia de 8.7 km de la capital del concejo.

## Aldeas
- Busmargalí - 51 hab.
- El Seijo (El Seixo) - 41 hab.
- Freal - 31 hab.
- Frejulfe (Frexulfe) - 37 hab.
- Fuentes (Fontes) - 23 hab.
- Piñera - 120 hab.
- Somorto (El Somuertu) - 28 hab.
- Villaoril - 50 hab.